# Сграфито
Сграфито (от италиански sgraffiare или graffiare - драскам, дращя, често грешно на български език може да се срещне и като „графито“) е декоративна техника, използвана за украса на стени, но тя се използва и в живописта, най-вече в монументалната живопис; също така тя се употребява като художествено изразно средство и при приложните изкуства.
Същността на техниката е: след нанасяне на слоеве мазилка с различен цвят горният слой се издрасква, т.е. върху него с остър инструмент чрез драскане се създава рисунката- така се открива долният слой, който е в различен цвят. По този начин чрез цветовия контраст се създава изображението. Техниката е била широко използвана в Италия през 16 век.
В живописта се използват вдлъбнатините, получени от сграфито, които затрудняват проникването на една живописна основа към пространството на друга. В този вид техниката се използва още през античността, откъдето навлиза в иконописта, западноевропейското изкуство и изобщо във всяка разновидност на живописта, където се рисува върху твърда основа.
В приложното изкуство сграфито вече играе ролята на художествено изразно средство – придава пластичност, известна релефност, а нерядко се използва и самостоятелно за придаване на пластичен елемент на тона.